# جک نیچه
جک نیچه (انگلیسی: Jack Nitzsche; ۲۲ آوریل ۱۹۳۷ – ۲۵ اوت ۲۰۰۰) یک موسیقی‌دان اهل ایالات متحده آمریکا بود. وی بین سال‌های ۱۹۵۵ تا ۲۰۰۰ میلادی فعالیت می‌کرد.